# Ancylotrypa breyeri
Espèce
Synonymes
- Pelmatorycter breyeri Hewitt, 1919

Ancylotrypa breyeri est une espèce d'araignées mygalomorphes de la famille des Cyrtaucheniidae.

## Distribution
Cette espèce est endémique du KwaZulu-Natal en Afrique du Sud,.

## Description
Le mâle mesure 13,7 mm et la femelle 22 mm.

## Étymologie
Cette espèce est nommée en l'honneur de J. W. F. Breyer.

## Publication originale
- Hewitt, 1919 : Descriptions of new South African Araneae and Solifugae. Annals of the Transvaal Museum, vol. 6, no 3, p. 63-111 (texte intégral).